# Rudolf Kautzsch
Rudolf Kautzsch (* 5. Dezember 1868 in Leipzig; † 26. April 1945 in Berlin) war ein deutscher Kunsthistoriker und gehörte „zu den führenden Historikern der deutschen Architektur des Mittelalters in der ersten Hälfte des 20. Jahrhunderts“. Schwerpunkt seiner Arbeit waren die Buchkunst des Mittelalters, Veröffentlichungen zu den Kaiserdomen am Rhein und mit seinem Werk Kapitellstudien (1936) ein Beitrag zur Kunstgeschichte der Spätantike.
Rudolf Kautzsch legte in seinen Arbeiten Wert auf die formanalytisch-stilistische Betrachtungsweise der äußeren Gestalt eines Bauwerkes und fasste Stilwechsel als Übergangsprozesse auf. Die geistige Haltung eines Künstlers fand nur am Rande Erwähnung.

## Biographie
Sein Vater war der evangelische Theologe Emil Kautzsch (1841–1910), sein Bruder der spätere Kunsthistoriker Paul Kautzsch (1882–1958). Rudolf Kautzsch studierte die Fächer deutsche Philologie, Klassische Archäologie und Kunstgeschichte in Halle, Freiburg im Breisgau und Berlin. Zuletzt studierte er in Leipzig, wo er im Jahr 1894 mit seiner Dissertation Einleitende Erörterungen zur Geschichte der deutschen Handschriftenillustration im späteren Mittelalter zum Dr. phil. promoviert wurde.
Am Leipziger Kunsthistorischen Institut arbeitete er als Assistent bis zum Jahr 1896, in dem er sich am 4. Mai in Halle mit seiner Arbeit Die Holzschnitte der Kölner Bibel von 1479 habilitierte. In Halle lehrte er ab diesem Jahr als Privatdozent und wurde im Jahr 1903 zum ersten außerordentlichen Professor für Kunstgeschichte berufen. Nach dem Tod von Julius Schmidt leitete er vom 1. Januar bis 30. November 1898 das Provinzialmuseum Halle (das heutige Landesmuseum für Vorgeschichte). Vom 1. Dezember 1898 bis 1903 war er als Leiter des Deutschen Buchgewerbemuseums in Leipzig tätig.
Im Jahr 1903 erhielt er einen Ruf als ordentlicher Professor an die Technische Hochschule Darmstadt. 1907 gehörte er zu den Unterzeichnern der Denkschrift des Deutschen Werkbundes. In Darmstadt lehrte er bis zum Jahr 1911, in welchem er an die Universität Breslau wechselte. Auf einen Vorschlag des Kunsthistorikers Aby Warburg hin führte Rudolf Kautzsch im Jahr 1912 den Vorsitz des internationalen Kunsthistorikerkongresses in Rom.
Ab dem Jahr 1915 war er Inhaber des Lehrstuhls für Kunstgeschichte am Kunstgeschichtlichen Institut der Universität Frankfurt am Main und lehrte dort bis zu seiner Emeritierung im Jahr 1930.

## Werk
Im Jahr 1909 trat Rudolf Kautzsch als Gastgeber des 9. Internationalen Kunsthistorikerkongress auf. Er betonte, dass die Kunstgeschichte in universalem Zusammenhang betrachtet werden müsse und rief die Teilnehmer zu internationaler Betätigung auf. Unter anderem wies er die Teilnehmer darauf hin, dass die mittelalterliche Buchmalerei ein Schatz sei, der der Erschließung harre. Der gut besuchte Kongress führte zu einer vermehrten Beschäftigung mit der Buchkunst des Mittelalters und machte diese auch wissenschaftlich attraktiv.
Einen neuen Ansatz zur Beschreibung mittelalterlicher Architektur bot Rudolf Kautzsch in seinem Werk Der Mainzer Dom und seine Denkmäler aus dem Jahr 1925: Er verknüpfte die wichtigsten Etappen der Baugeschichte des Mainzer Doms mit der allgemeinen Kunstgeschichte in seiner Beschreibung des Vorgängerbaus des Doms aus ottonischer und des Neubaus aus salischer Zeit. Gleichzeitig behandelte er die Mainzer Plastik anhand ausgewählter Beispiele in ihren wichtigsten Strömungen von der Zeit der Karolinger bis zum Klassizismus. Er erkannte an der Bauplastik des Westlettners und der beiden Westportale des Doms stilistische Einflüsse der Dome von Bamberg und Naumburg und der Kathedrale von Reims. Einflüsse aus Oberitalien fand er in der Bauornamentik und in bestimmten Gliederungselementen.
Nachdem er Reisen durch Griechenland, Kleinasien, Syrien, Ägypten und Italien unternommen hatte, veröffentlichte er mit den Kapitellstudien eine Art Handbuch zum korinthischen Kapitell, indem er die Kapitellformen der Spätantike nach den Landschaften ordnete und beschrieb, in denen sie vorkamen. Unter morphologischen Gesichtspunkten beschrieb er die jüngeren Kapitelltypen und ordnete sie in entwicklungsgeschichtlichen Reihen an, wobei er Verwandtschaften zwischen den einzelnen Typen erkannte und dies auf einen dauernden Austausch der Werkstätten untereinander zurückführte. Den Wandel von organisch-plastischen Formen hin zum einfacheren Kämpferkapitell führte Kautzsch auf statische Erwägungen zurück, nahm aber auch einen Wandel des künstlerischen Empfindens an. „In entschiedener Opposition zum traditionellen Romzentrismus“ vertrat Kautzsch die Auffassung, dass die in Rom verbauten Kapitelle kaum künstlerische Eigenleistungen waren, sondern Vorbilder in der Überlieferung oder in Byzanz hatten, aus dem Osten importiert oder von eingewanderten Werkstätten mitgebracht worden seien. Bereits im 4. Jahrhundert habe eine Verkümmerung der Baudekoration in Rom eingesetzt, was möglicherweise damit zusammenhinge, dass das in Rom vorhandene antike Erbe der Baukunst die frühchristlichen Architekten davon abgehalten hätte neue künstlerische Wege zu finden.

## Veröffentlichungen (Auswahl)
Siehe Guido Schoenenberger: Bibliographie der wissenschaftlichen Veröffentlichungen von Rudolf Kautzsch. Bibliophilen-Gesellschaft, Frankfurt am Main 1928.
- Einleitende Erörterungen zu einer Geschichte der deutschen Handschriftenillustration im späteren Mittelalter (= Studien zur deutschen Kunstgeschichte Band 1, Heft 3), Strassburg 1894 (Digitalisat)
- Diebolt Lauber und seine Werkstatt in Hagenau. In: Zentralblatt für Bibliothekswesen Jahrgang 12, 1895,
- Die Holzschnitte der Kölner Bibel von 1479 (= Studien zur deutschen Kunstgeschichte 7. Heft), Strassburg 1896, Neudruck: Baden-Baden 1971
- Die neue Buchkunst: Studien im In- und Ausland, hrsg. von Rudolf Kautzsch, (= Veröffentlichung der Gesellschaft der Bibliophilen; Band 4), Weimar 1902
- Die Holzschnitte zum Ritter vom Turn (Basel 1493) (= Studien zur deutschen Kunstgeschichte; Band 44), Strassburg 1903
- Die deutsche Illustration, (= Aus Natur und Geisteswelt; Band 44), Leipzig 1904
- Die bildende Kunst und das Jenseits, Jena [u. a.]: Diederichs 1905
- Die Kunstdenkmäler in Wimpfen am Neckar, Wimpfen am Neckar 1907
- Der Begriff der Entwicklung in der Kunstgeschichte: Rede zur Kaisergeburtstagfeier am 27. Januar 1917, (= Frankfurter Universitätsreden; Band 7), Frankfurt am Main 1917
- mit Ernst Neeb: Die Kunstdenkmäler der Stadt und des Kreises Mainz. 2: Die kirchlichen Kunstdenkmäler der Stadt Mainz, Teil 1: Text (= Die Kunstdenkmäler im Freistaat Hessen; Band 8), Darmstadt 1919
- Die bildende Kunst der Gegenwart und die Kunst der sinkenden Antike (= Frankfurter Universitätsreden; Band 10), Frankfurt am Main 1920
- Die Entstehung der Frakturschrift (= Jahresbericht der Gutenberg-Gesellschaft. Band 20: Beilagen). Mainz 1922.
- Die romanischen Dome am Rhein. E. A. Seeman, Leipzig 1922 (= Bibliothek der Kunstgeschichte 44)
- Der Mainzer Dom und seine Denkmäler, Frankfurt am Main 1925
- Frankreich und der Rhein. Beiträge zur Geschichte und geistigen Kultur des Rheinlandes. Frankfurt am Main 1925
- Romanische Kirchen im Elsass. Ein Beitrag zur Geschichte der oberrheinischen Baukunst im 12. Jahrhundert. Freiburg im Breisgau 1927
- Wandlungen in der Schrift und in der Kunst. Rede, gehalten bei der Jubelfeier des Vereins Deutscher Schriftgiessereien am Samstag dem 1. Dezember 1928 in Frankfurt a.M., (= Kleiner Druck der Gutenberg-Gesellschaft. Band 10), Mainz 1929.
- Kapitellstudien. Beiträge zu einer Geschichte des spätantiken Kapitells im Osten vom vierten bis ins siebente Jahrhundert (=  Studien zur spätantiken Kunstgeschichte Band 9). Berlin 1936
- in Verbindung mit Gustav Behrens: Der Dom zu Worms, Band 1: Text, Band 2: Tafeln, (= Denkmäler deutscher Kunst), Berlin 1938
- Der romanische Kirchenbau im Elsass. Freiburg im Breisgau 1944